# Gargamel
Gárgamel fue el antagonista y villano principal de la clásica serie de cómic Los pitufos creada por Peyo. Su fecha de nacimiento fue el 6 de noviembre, de profesión agrónomo y Monje, posteriormente se volvería el amargado cazador de pitufos. Su primera aparición tiene lugar en El ladrón de pitufos (1959).

## Historia
Gárgamel es un monje expulsado de su orden debido a que practicaba la magia negra y a su intención de enriquecerse mediante la alquimia. Vive, junto a su gato Azrael, en una pequeña ermita abandonada en medio del bosque donde viven los pitufos, y su máximo afán es capturarles a toda costa. Aunque en un primer momento quiere hacerlo para obtener la piedra filosofal, finalmente lo quiere conseguir debido al odio que ha llegado a profesar hacia esas criaturas azules. En otros episodios de la serie, Gárgamel afirma necesitar a los pitufos para fabricar oro y en otros simplemente desea alimentarse de ellos.
Este brujo es el creador de Pitufina, una guapa hembra-pitufo creada para sembrar el mal en la aldea pitufa, aunque contra todo pronóstico, finalmente la criatura acaba del lado de los suyos. Como curiosidad, Gárgamel nunca puede llegar hasta el pueblo de los pitufos, puesto que únicamente puede hacerlo guiado por uno de ellos.

## Interpretaciones
El nombre Gargamel -o Gárgamel, como se decía en la serie de TV- está tomado de Gargamelle, la madre de Gargantúa. La palabra se compone de una que significa "garganta" y otra que viene de la española "gamella" (recipiente para comer, que igual puede ser una escudilla que una artesa para el ganado) y que en francés se refiere a un recipiente donde se da el rancho a los soldados o a los marineros y del que comen todos. En una de las traducciones españolas de los libros de Gargantúa y Pantagruel, se llama al personaje "Gargarrancha", que igual podía haber sido "Tragarranchos".
Por otra parte, "Azrael" es el nombre de un ángel muy importante en varias religiones, conocido como el ángel de la muerte, pero Azrael es su gato compañero. 
En ambos personajes se ha querido ver una caricatura judía y capitalista: Gárgamel, de nariz aguileña y codicioso, tiene un gato con nombre teofórico. Los pitufos, por el contrario, serían una apología del comunismo o el nacionalsocialismo.

## Adaptaciones a otros medios
Es interpretado por Hank Azaria en la película de Los Pitufos del año 2011 y Los Pitufos 2 del año 2013.